# Evergrey
Евергреј (енгл. Evergrey - вечно сив) је шведска прогресив метал група из Гетеборга. Основали су је 1994. године Том Енглунд и Ден Бронел. Група је често мењала састав током година. Од почетне поставе, данас је у групи присутан само певач и гитариста, Том С. Енглунд.

## Биографија
Цела прича је почела крајем осамдесетих година када су Том С. Енглунд и Ден Бронел после класичне гитаре почели да свирају дет метал. Почетком 1994. њих двојица формирају групу којој дају име Евергреј. Први демо снимак праве са Ендијем Лароком 1995. године. Други демо праве током 1996, када прву поставу употпуњују Вил Чандра, Данијел Нојд и Патрик Карлсон. Крајем '96. контактирају продуцентску кућу како би снимили свој дебитантски албум The Dark Discovery. Услед неспоразума, три месеца пре почетка снимања, певач напушта бенд, чиме се почетак озбиљног рада одлаже на неодређено. У новој постави Том постаје певач, иако се тиме није претерано бавио. Уз помоћ супруге Карине Кјелберг, која му је држала часове певања, Том успева да преузме улогу вокалисте, што се испоставило као потез који је дао главну стилску одлику бенду. Иначе, пратеће женске вокале на свим албумима пева Карина Кјелберг.
Први албум, The Dark Discovery коначно издају 1998. године. У њему се баве мноштвом различитих мрачних и суморних тема, и то је једини албум тог типа, пошто су сви остали албуми концептуални.
Други албум,  објављују 1999. године, у коме певају о самоћи, религији, кривици и искупљењу. За овај албум ангажују и хор локалне католичке цркве. 
Трећи албум,  објављују 2001. у измењеном саставу, пошто су бенд напустили Бронел, Чандра и Нојд. На њихово место долазе Хенрик Данхаге, Михаел Хакансон и Свен Карлсон. Концепт албума је базиран на измишљеном лику који доживљава непријатне сусрете са ванземаљским бићима, иако сама прича оставља слушаоцу да одлучи да ли су та бића заиста ванземаљска, халуцинације или нешто потпуно другачије.
За следећи албум, Recreation Day из 2003, су ангажовали новог клавијатуристу, Рикарда Зангера. Концепт се врти око бројних ствари - од смрти и жалости до страха и туге уопште, које заједно доприносе ширем концепту личног поновног почетка и изградње личности. Ове идеје се разматрају из више углова, као што су размишљања потенцијалног самоубице ("As I Lie Bleeding"), особе у жалости после сахране ("I'm Sorry"), или особе која на самрти разматра своје "неопростиве грехе" ("Unforgivable Sin"). Последња песма је послужила као катализатор за њихов следећи албум, The Inner Circle, издат 2004. године, са новим бубњарем, Јонасом Екдалом и гостима, гудачким квартетом Гетебуршког симфонијског оркестра, бави се религијом, мрачним култовима и злостављањем деце.
Шести студијски албум, Monday Morning Apocalypse, објављују 2006. године. Припремљен је у студију Санкена Сандквиста и Штефана Глаумана, људи који су радили са бендовима као што су Рамштајн, Бон Џови и Деф Лепард. По речима Енглунда, био је то тренутак да ураде нешто велико, са богатом продукцијом, како би могли да наставе неоптерећени. Тематика се понавља: самоћа, отуђеност, култови.
Седми, за сада последњи албум, Torn, биће објављен током септембра 2008. године. У промоцију овог албума, група креће са новим басистом, Јари Каинулаиненом, бившим чланом групе Стратоваријус. Како су чланови групе изјавили, овај пројекат представља повратак коренима и старом звуку, који је донекле промењен на последњим албумима.

## Састав

### Садашњи чланови
- Том С. Енглунд - Вокали и гитаре
- Хенрик Данхаге - Гитаре и пратећи вокали
- Рикард Зандер - Клавијатуре и пратећи вокали
- Јонас Екдал - Бубњеви
- Јари Каинулаинен - Бас

### Гости
- Карина Кјелберг-Енглунд - Женски пратећи вокали (1996- )
- Гетеборски симфонијски оркестар - гудачи квартет (2004—2005)
- Меркуров хор (Шведске Католичке цркве) - хор (2003)

### Бивши чланови
- Вил Чандра (1996—1998) - Клавијатуре
- Данијел Нојд (1996—1999) - Вокали и бас
- Ден Бронел (1996—2000) - Гитаре
- Патрик Карлсон (1996—2003) - Бубњеви
- Свен Карлсон (1999—2001) - Клавијатуре
- Кристијан Рен (2001—2002) - Клавијатуре
- Михаел Хакансон (1999—2006) - Бас
- Фредрик Ларсон (2007) - Бас

## Дискографија
- (1998)
- (1999)
- (2001)
- (2003)
- (2004)
- (ЦД и DVD са концерта у Гетеборгу) (2005)
- (2006)
- (2008)
- (2011)
- (2014)
- (2016)
- (2019)
- (2021)
- A Heartless Portrait (The Orphean Testament) (2022)
- Theories of Emptiness (2024)